# Amelacanthus
Amelacanthus is een geslacht van uitgestorven kraakbeenvissen uit het Paleozoïcum. Het is bekend van vinstekels en bevat momenteel vier beschreven soorten. Het is bekend uit het Perm en het Carboon van Noord-Amerika, Europa en Afrika. Het is ook bekend uit de Famennien van Rusland.